# Anima di straniero
Anima di straniero (Alien Souls) è un film muto del 1916 diretto da Frank Reicher e interpretato da Sessue Hayakawa che aveva come partner la moglie, l'attrice Tsuru Aoki.
Il soggetto del film si deve a Hector Turnbull, lo stesso che aveva scritto anche la storia de I prevaricatori, un grande successo di Cecil B. DeMille che, uscito nelle sale qualche mese prima, aveva decretato la fama di Sessue Hayakawa come prima star asiatica del cinema hollywoodiano.

## Trama
Sakata, un importatore giapponese, si prende cura della giovane Yuri Chan dopo che la ragazza è rimasta orfana. Le paga anche gli studi negli Stati Uniti, nascondendole che il padre non le ha lasciato niente e che, adesso, lei è povera. Dopo gli studi, Yuri deve sposare Sakata ma non abbandona il sogno di entrare a far parte della buona società americana. Si lascia così corteggiare da Aleck Lindsay, un elegante cacciatore di dote, progettando di fuggire con lui. il progetto però va a rotoli quando Sakata informa Lindsay che Yuri non ha un soldo di suo. Abbandonata, Yuri cerca di uccidersi senza riuscirci. Troverà consolazione e amore tra le braccia protettive di Sakata.

## Produzione
Il film fu prodotto dalla Jesse L. Lasky Feature Play Company.

## Distribuzione
Il copyright del film, richiesto dalla Jesse L. Lasky Feature Play Co., fu registrato il 3 maggio 1916 con il numero LP8206. Distribuito dalla Famous Players-Lasky Corporation e dalla Paramount Pictures, il film - presentato da Jesse L. Lasky - uscì nelle sale cinematografiche statunitensi l'11 maggio 1916. In Italia fu distribuito dalla Sincoli ottenendo nel giugno 1921 con il visto di censura numero 17091.